# Товтивіл Кейстутович
Товтивіл Кейстутович (лит. Tautvilas, в хрещенні — Конрад; бл. 1355 — вересень 1390) — князь новогрудський (1362(?)—1390, з перервами), син великого князя литовського Кейстута Гедиміновича. Активний соратник свого брата, Вітовта у боротьбі за владу в Литовсько-Руській державі проти Ягайла та Скиргайла Ольгердовичів.

## Біографія
На початку 80-х років XIV століття у Великому князівстві Литовському спалахнула громадянська війна між прихильниками великого князя Ягайла Ольгердовича, та його дядька Кейстута. Останньому на короткий час вдалось стати великим князем, проте Ягайло продовжив боротьбу та в серпні 1382 року обманом захопив в полон та вбив Кейстута. В цей ж час Ягайло вигнав Товтивіла з братом Войдатом з Новогрудка. Товтивілу вдалось втекти у Мазовію де він прийняв хрещення з католицьким ім'ям Конрад. За іншими даними він був хрещений 21 жовтня 1383 року в Тевтонському Ордені, який на той час підтримував брата Товтивіла, Вітовта у боротьбі з Ягайлом.
Наступного, 1384 року Ягайло примирився з Вітовтом, і останній повернувся у Велике князівство та отримав у володіння Гродненське князівство а згодом і Волинь. Правдоподібно що в цей ж час до Литви вернувся і Товтивіл, проте про його володіння відомо мало, скоріш за все Ягайло повернув і йому Новогрудське князівство. Проте Вітовт був незадоволений тим що його отчина, Троцьке князівство залишалось в руках Скиргайла Ольгердовича, тому на початку 1390 року уклав з тевтонцями таємний Лікський договір та розпочав нову війну проти своїх двоюрідних братів. До Вітовта приєднався і його брат Товтивіл.
За орденськими джерелами литовський князь з іменем Конрад загинув у вересні 1390 року під час спроби штурму Вільна литовсько-тевтонською армією очолюваною Вітовтом. Однак на думку польського дослідника Яна Теньговського під час облоги Вільна загинув не Товтивіл а інший литовський князь, Конрад Войдатович, а Товтивіл помер між 1395 та 1398 роками.

### Сім'я та діти
Дружину Товтивіла звали Юліанія. Роки її життя достеменно не відомі. На думку частини дослідників Юліанія була сестрою дружини Вітовта, Анни, та відповідно дочкою смоленського князя Святослава Івановича.
- Ядвіга Товтивілівна (?–до 1405) – з 1397/98 року дружина Барніма V, князя поморсько-слупського.